# Закаріяс Сиґнеус
Закаріяс Сиґнеус молодший (фін. Zacharias Cygnaeus nuorempi 23 жовтня 1763, Ловійса, Швеція — 2 червня 1830, Санкт-Петербург, Російська імперія) — спочатку єпископ Порво, з 1820 — перший лютеранський єпископ Санкт-Петербурга.

## Життєпис
Єпископ Санкт-Петербурзький Лютеранської Церкви Російської імперії.
Закаріяс Сиґнеус молодший народився в сім'ї лютеранського єпископа Порвоо Закаріяса Сиґнеуса старшого.
Навчався в Університет Турку у професора Н. Г. Портмана. Висвячений в пасторський сан в 1782, одружився в 1792, проте шлюб незабаром розпався. Сиґнеус повторно одружився і в другому шлюбі мав 10 дітей.
Підтримав окупацію Фінляндії до Російської імперії, що позитивно позначилося на його подальшій церковній кар'єрі.
У 1819 Сиґнеус молодший був обраний на ту ж кафедру, яку колись займав його батько, однак вже через 9 місяців на запрошення Олександра I переїхав до Санкт-Петербурга.
Тут він очолив реорганізовану Лютеранську Церкву Російської імперії, ставши її першим єпископом.
Від імператора Сиґнеус отримав знаки єпископського достоїнства, які мали архієреї православної церкви: митру, посох і одяг. За допомогою архієпископа Фінляндії Якоба Тенгстрема єпископ почав реорганізацію церковного життя як Санкт-Петербурга, так і лютеранських парафій по всій Російській імперії. Втім, найбільш активно єпископ займався станом інгерманландських парафій.
Сиґнеус взяв участь в підготовці нового церковного закону, проте помер в 1830 (закон про органи управління церквою був прийнятий в 1832). Похоронна служба була проведена в шведській церкві святої Катерини.

## Діти
- Фредерік Сиґнеус (1807—1881) — професор естетики і літератури
- Ґустав Сиґнеус (1810—1886) — генерал-майор
- Андерс Рейнгольд Сиґнеус (1815—1889) — державний радник